# Deutsche Bibelgesellschaft
La Deutsche Bibelgesellschaft (nota anche con il nome inglese German Bible Society, letteralmente «Società Biblica Tedesca») è una fondazione nata in Germania con lo scopo di tradurre, pubblicare e divulgare la Bibbia.  
Ha sede a Stoccarda e ha pubblicato varie versioni della Bibbia, sia in lingua originale che tradotte: particolarmente degne di nota sono la Biblia Hebraica Stuttgartensia, un'edizione del testo masoretico così come contenuto nel Codex Leningradensis (L) con note masoretiche e note critiche; e la Biblia Sacra Vulgata. Editio quinta, meglio conosciuta come Vulgata Stuttgartensia, un'edizione critica della traduzione latina della Vulgata, edita da Robert Weber e Roger Gryson. È un membro delle Società Bibliche Unite.
Fra le varie versioni del testo biblico disponibili sul sito ufficiale della fondazione, sono presenti:
- Biblia Hebraica Stuttgartensia (BHS o BH4)
- Novum Testamentum Graece (Nestle-Aland 28 o NA28)
- Septuaginta (LXX)
- Biblia Sacra Vulgata (Stuttgartensia) (ed. Weber-Gryson)
- King James Version (KJV)
- English Standard Version (ESV)